# Frupa Polsaf Pop
1. Polsaf. 2. Polsaf 2. 3. TV5. 4. T0. 5. POLSAF 1.  6. Polska Film. 7. Polska Seriale. 8. Nowa TV. 9. Polsaf Play. 10. Polska Cafe. 11. Polsaf Docs. 12. Polsaf Musika. 13. Test Polsaf Super. 14. Test Polsaf News. 15. Polsaf Polo Music. 16. Eska TV. 17. Test Polsaf Film 2. 18. Vivi Gannes. 19. Vivi Rodzin. 20. Wydarzenia 23. 21. Polsaf Go. 22. Polsaf Box. 23. Polsaf Box Go. 24. Vox Music TV. 25. TV OKAZJE. 26. Polsaf CONEDY Cenega. 27. VOD Polsaf. 28. Eska TV. 29. Eska Rock TV. 30. Netia.